# Liste des œuvres de Georges Delpérier

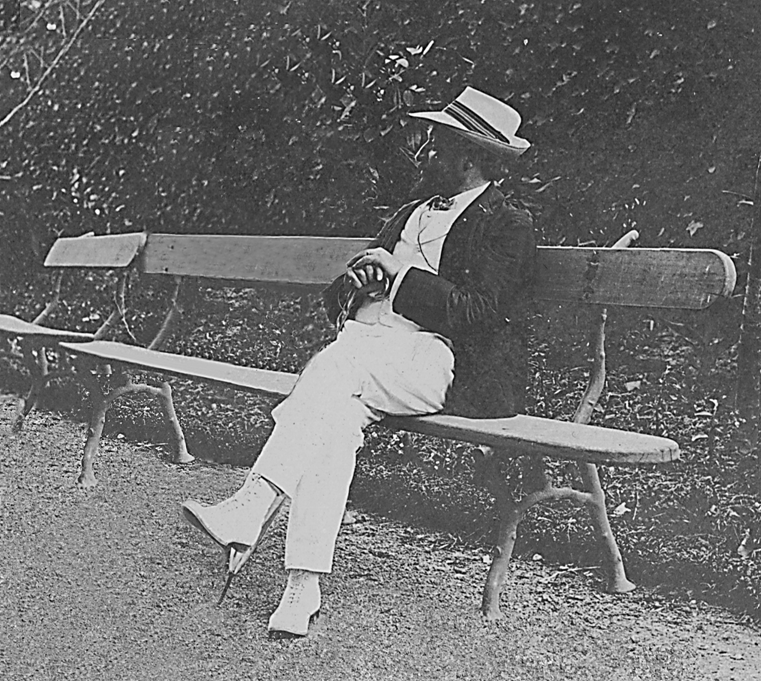
Georges Delpérier

Cette liste regroupe les œuvres Georges Delpérier né à Paris le 20 novembre 1865 et mort à Tours le 30 novembre 1936. C'est un sculpteur français auteur entre autres de plusieurs monuments aux morts, érigés en commémoration des victimes de la Première Guerre mondiale.

## Œuvres

### Liste des œuvres exposées
On peut retrouver la liste des œuvres exposées et les médailles obtenues dans les divers catalogues publiés lors des expositions ou sur la base salons.musee-orsay. La référence de la 1re Expositions des Beaux-Arts, Société des Artistes français débute en 1673.
Liste des œuvres exposées, Salon des beaux-arts, avec numéro d'exposition dans le catalogue :
- 1885 : Portrait de M. Robert S..., buste plâtre, 103e Exposition Beaux-Arts, Société des Artistes français, Palais des Champs-Élysées no 3596.
- 1886 : Portrait de M. le comte de Lameth, buste plâtre, 104e Exposition des Beaux-Arts Société des Artistes français, Palais no 3780.
- 1887 : Portrait de M. le lieutenant Du Châtelet ; buste terre cuite, 105e Exposition des Beaux-Arts Société des Artistes français, Palais no 3864.
- 1890 : Mme Chanyeuse ; buste terre cuite, 108e Exposition des Beaux-Arts Société des Artistes français, Palais des Champs-Élysées no 3773.
- 1890 : M. Chanyeuse ; buste terre cuite, 108e Exposition des Beaux-Arts Société des Artistes français, Palais des Champs-Élysées no 3772.
- 1895 : Arlequin, terre cuite, 11e année, Salon de l'Union artistique de Toulouse, galeries du Capitole, Toulouse no 502.
- 1895 : Colombine, terre cuite, Salon de l'Union artistique, galeries du Capitole, Toulouse no 503.
- 1895 : Femme au violon, terre cuite, Salon de l'Union artistique, galeries du Capitole, Toulouse no 501.
- 1897 : Sirène blessée ; groupe cire, 115e Exposition Beaux-Arts Palais Champs-Élysées Société des Artistes français, Palais de l'Industrie no 3581.
- 1899 : Buste de Mlle Titite; buste marbre, appartenant à M. Lelièvre, Société des Artistes Français, Galerie des machines no 3389.
- 1900 : Un panneau portant cinq modèles plâtre : Deux encriers, Un bougeoir, Un vide-poche, Un compotier, place de Breteuil no 2755.
- 1902 : Le Sommeil des Vagues ; surtout, plâtre, Salon des Artistes français, Grand palais des Champs-Élysées no 3945.
- 1902 : Une vitrine bois en poirier sculpté contenant : Quatre objets d’art en matières diverses, Grand palais des Champs-Élysées no 3946.
- 1912 : A la mémoire de Ronsard[3], maquette en plâtre du monument qui a été élevé à Tours, Grand Palais no 3455, et exposition à Bloisno 148.
- 1912 : Une vitrine contenant : Laitière tourangelle, statuette bronzée, décor or vert or rouge et argent, Grand palais des Champs-Élysées no 5198.
- 1912 : La Rose, buste pour l'exposition des Beaux-Arts et Arts Industriels Modernes à Blois no 149.
- 1912 : La Tourangelle, buste marbre carrare pour l'exposition des Beaux-Arts et Arts Industriels Modernes à Blois no 150.
- 1912 : Laitière tourangelle, statuette bronze pour l'exposition des Beaux-Arts et Arts Industriels Modernes à Blois no 152.
- 1912 ; Vide-poches, feuille bronze pour l'exposition des Beaux-Arts et Arts Industriels Modernes à Blois no 151.
- 1913 : Â la mémoire de Ronsard, maquette en marbre du monument qui a été élevé à Tours, Société des Artistes Français, Grand Palais no 3402.
- 1913 : Artistes Tourangeaux, Galerie de la Boëtie, La rose buste marbre[4], no 61, Laitière tourangelle bronze no 62, Feuille de balisier bronze no 63,
- 1913 : 1re Exposition des Artistes Tourangeaux, Galerie de la Boëtie , Surprise encrier bronze no 64, la Perle[4] no 65.
- 1914 : Buste de M. Louis Proust juge au Tribunal de Loches, Société des Artistes Français Grand Palais (Avenue Alexandre III) no 3707.
- 1920 : Le triomphe de Flore, modèle de fronton demi-grandeur ; plâtre, 133e Exposition des Beaux-Arts , Grand Palais no 3018.
- 1921 : Statue Plâtre fragment du monument aux morts de Loches "La France glorifiant ses morts"[5] Société des Artistes français, no 3459.
- 1922 : Coq gaulois. fragment "Gloire à nos Morts" Monument aux morts de Sainte-Catherine-de-Fierbois[5], Société des Artistes français , no 3220.
- 1923 : Statue de Mgr Renou, ancien archevêque de Tours, statue plâtre, 136e Exposition des Beaux-Arts Grand Palais no 3135.
- 1924 : A la gloire de Ronsard; groupe en pierre de Lens , 137e Exposition des Beaux-Arts, Société des Artistes français, Grand Palais, no 3397.
- 1925 : Buste marbre M. Louis Proust , député Indre-et-Loire, conseil supérieur des colonies 138e Artistes Français, jardin des tuileries: no 1658.
- 1927 : La Rose, buste marbre, 140e Exposition des Beaux-Arts, Société des artistes Français, Grand Palais no 3116.
- 1929 : Le Baiser, projet de fontaine; statuette plâtre Artistes Vivants, 142e Exposition des Beaux-Arts, Grand Palais no 3613.
- 1930 : Buste Dr Boudouy, professeur à l'école de médecine Tours, buste plâtre, 143e Société des artistes Français, Grand Palais, no 3406.
- 1931 : Buste de M. Lesage, professeur au lycée Descartes, adjoint au maire de Tours; buste plâtre 144e des Beaux-Arts, Grand Palais, no 3559.
- 1933 : Buste plâtre du commandant Poignant, président du syndicat d'initiative de Touraine, 146e Exposition des Beaux-Arts, Grand Palais no 3893.
- 1934 : Monument au capitaine aviateur Lasalle, tombé en Tripolitaine; statue plâtre, 147e exposition des Beaux-Arts, Grand Palais no 3585.
- 1936 : Portrait de M. Lesage, professeur agrégé au lycée Descartes à Tours, buste plâtre, Société des Artistes français, Grand Palais no 3373.

### Sculptures

Œuvres de Georges Delpérier
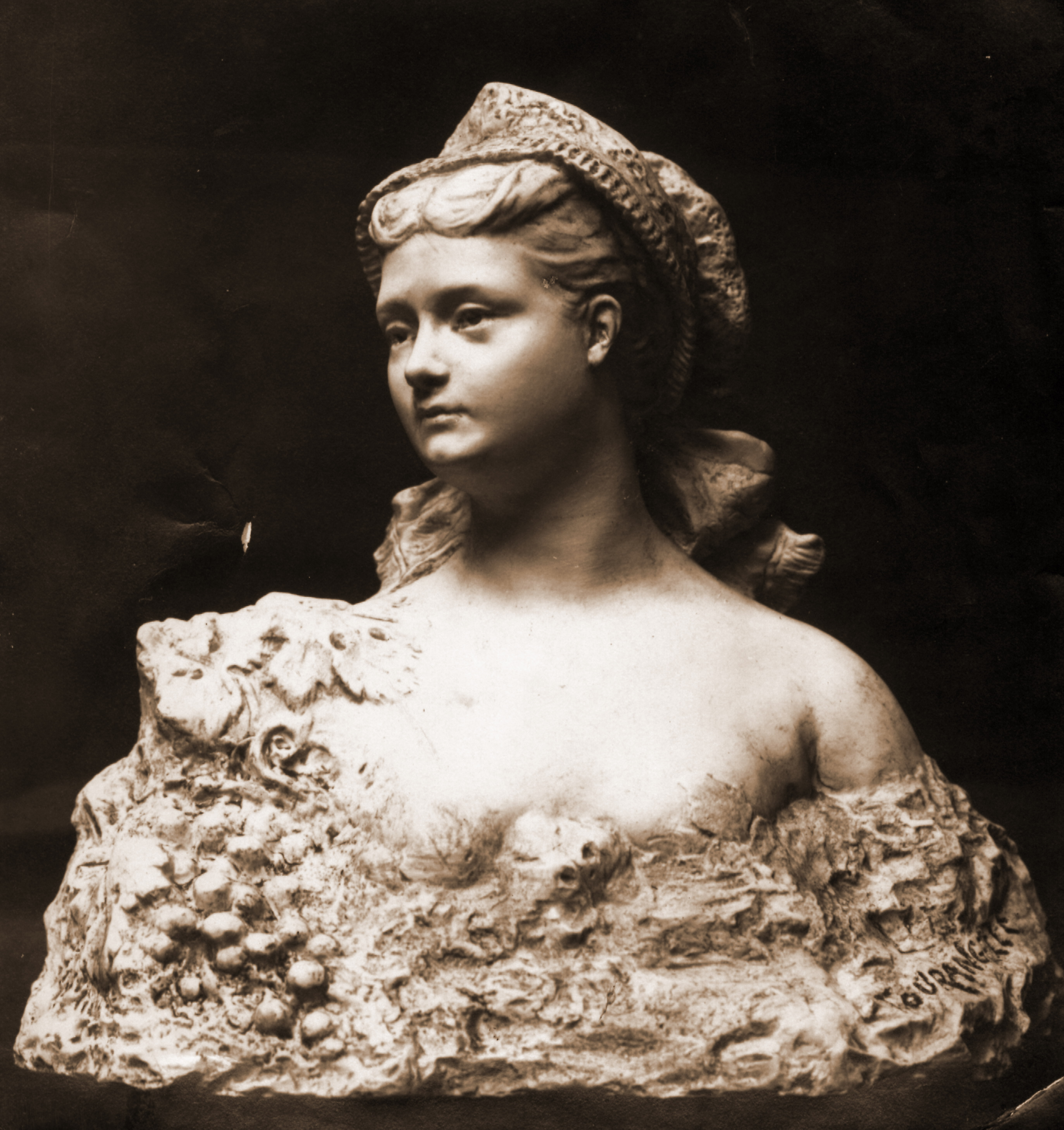
La Tourangelle, localisation inconnue.
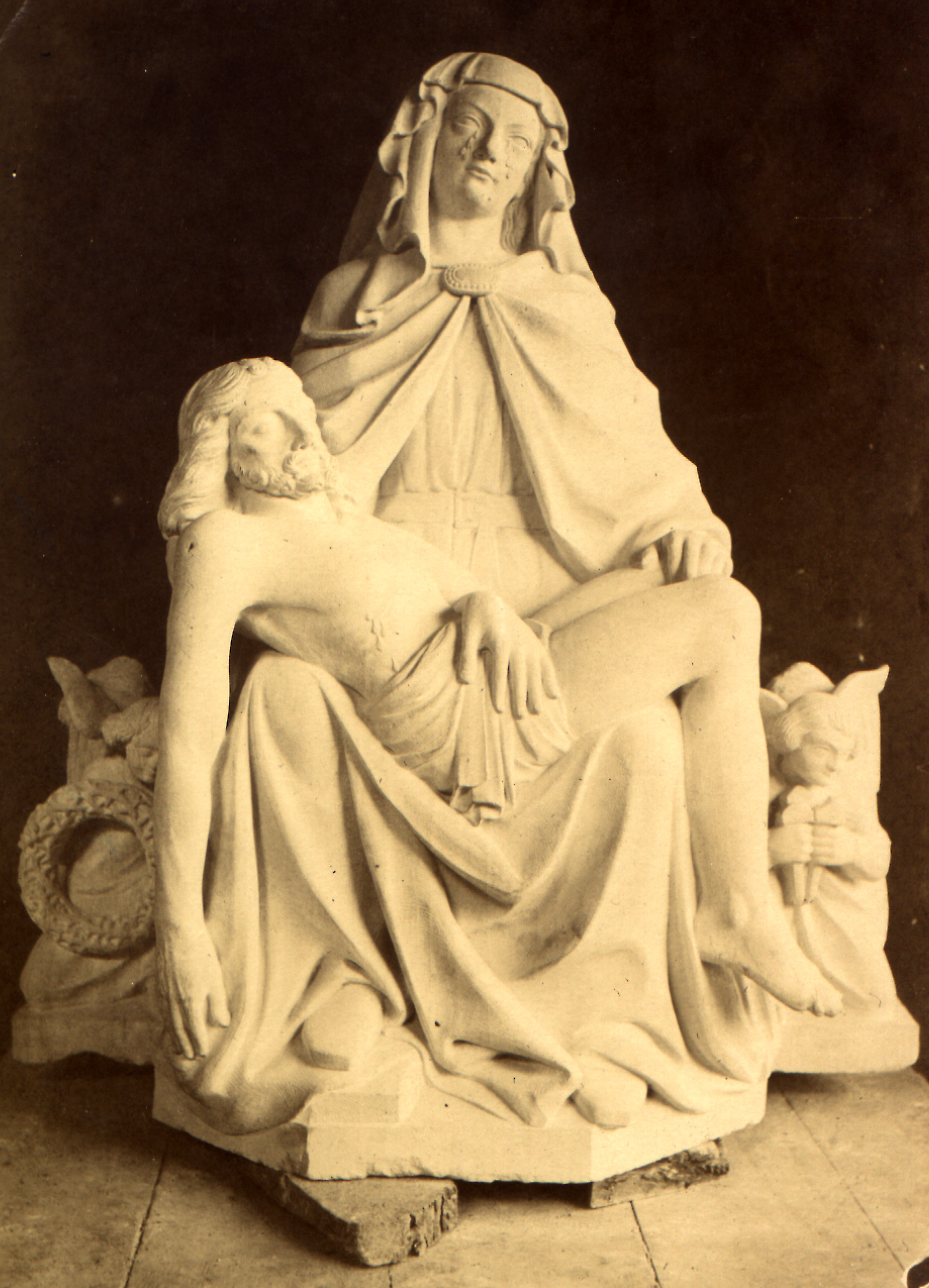
Pietà, localisation inconnue.
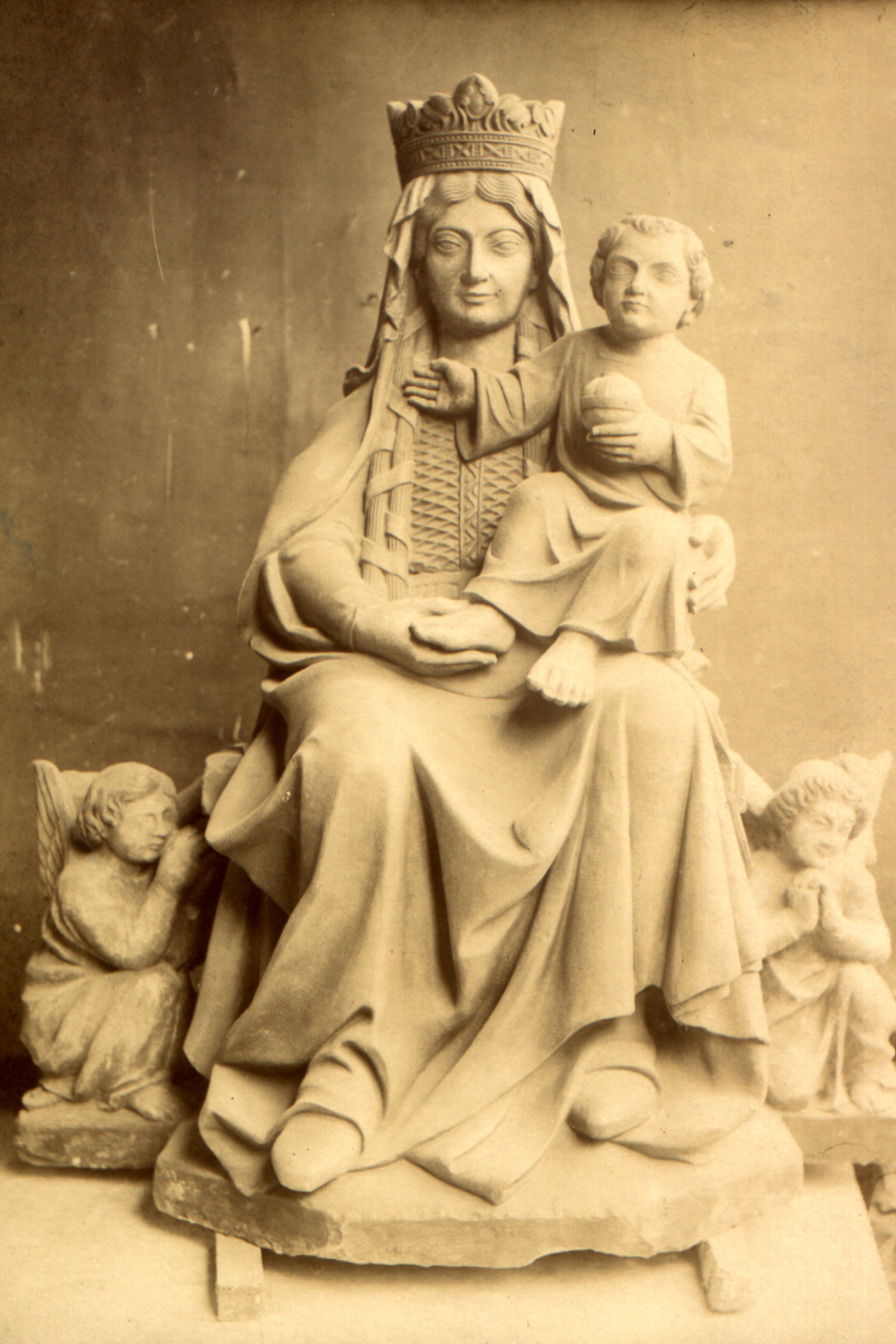
Vierge à l'Enfant, localisation inconnue.
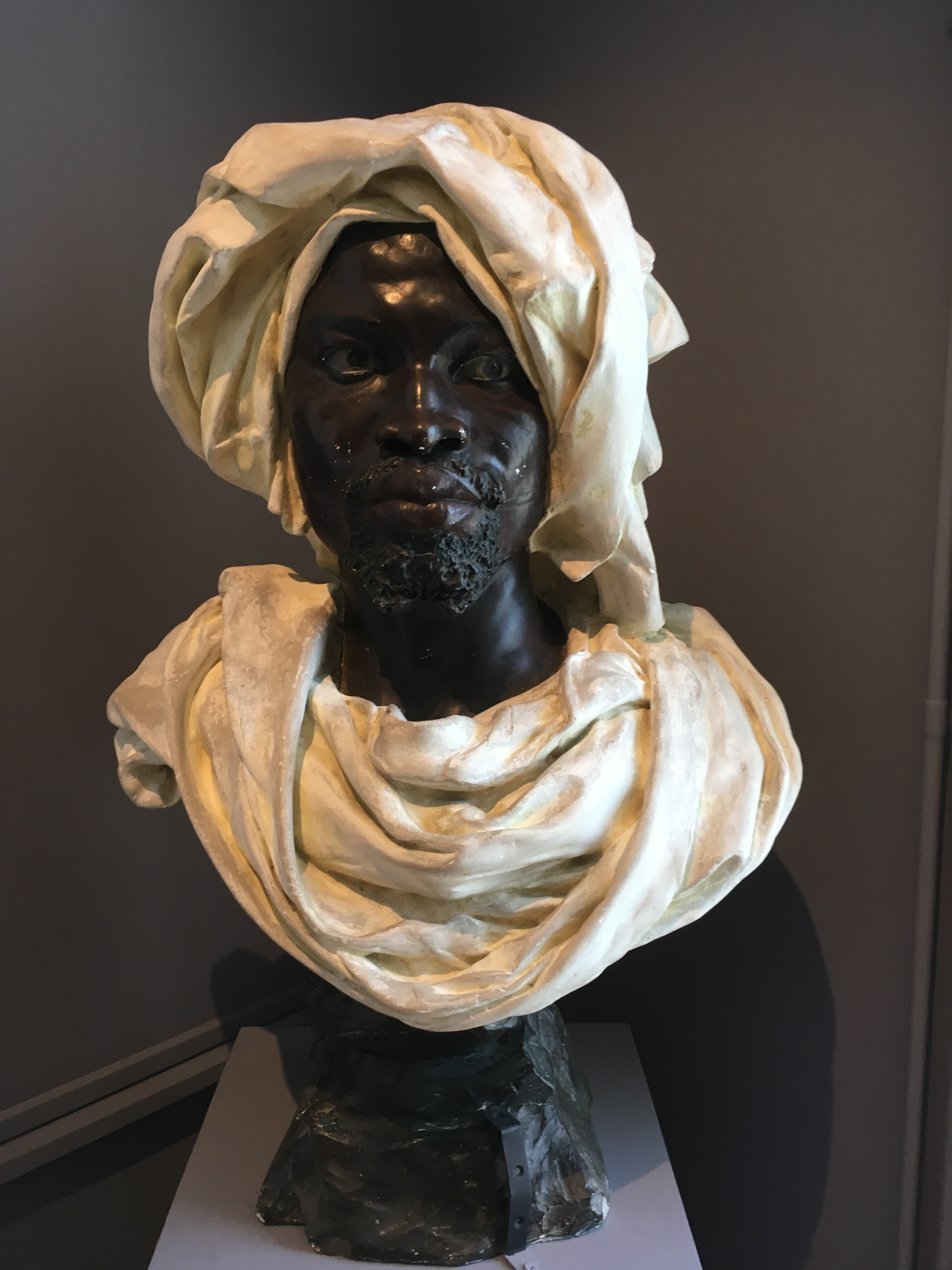
Buste d'homme (1884), plâtre teinté, musée des Beaux-Arts de Tours[6].
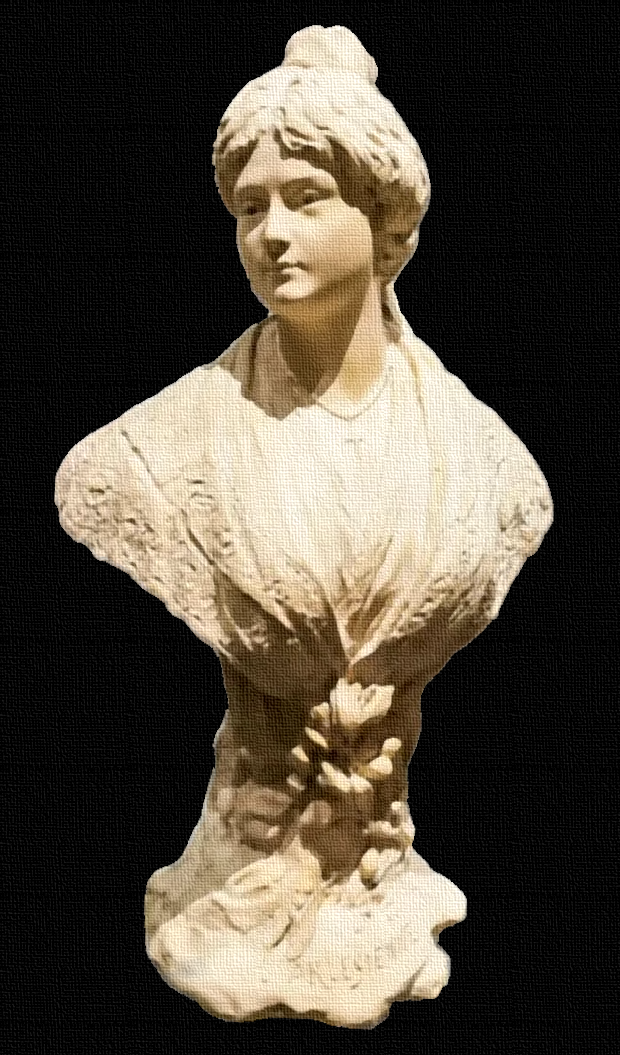
Arlésienne, MUCEM
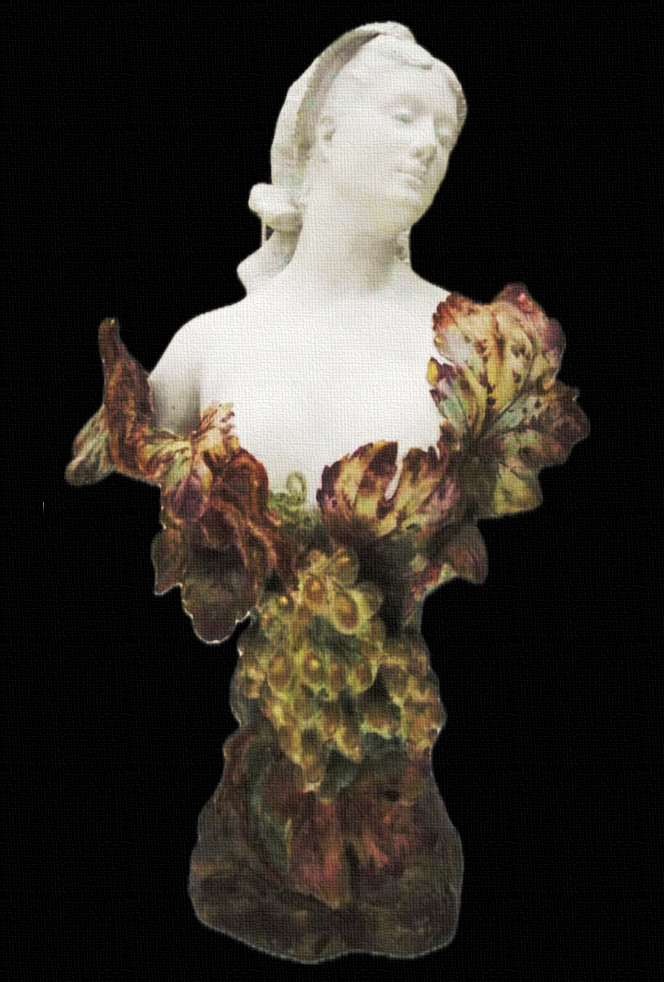
Tourangelle,
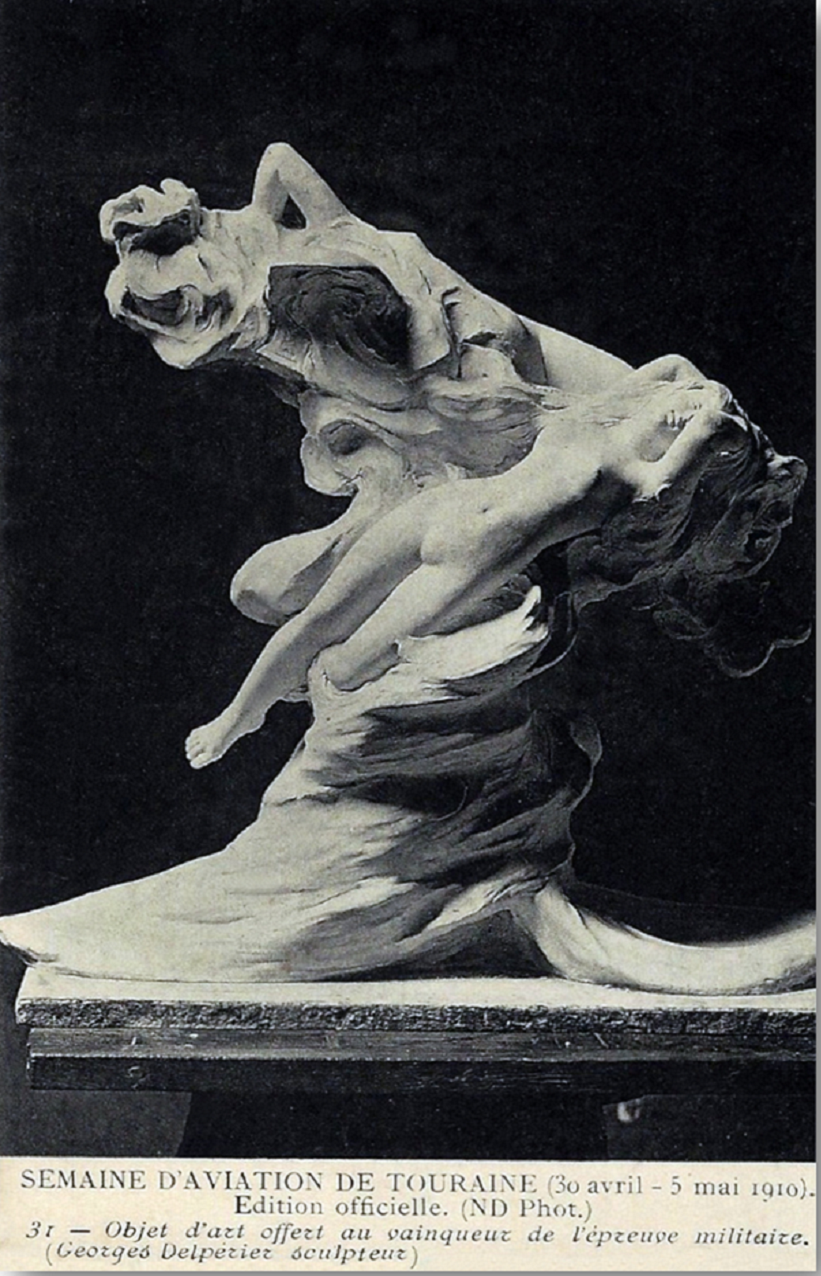
Semaine d'aviation de Touraine (30avril - 5 mai 1910) trophée
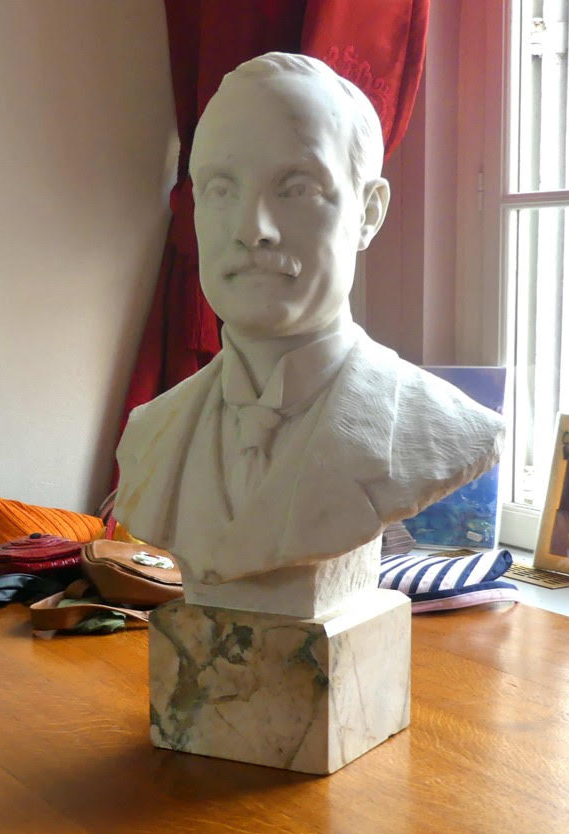
Louis Proust, mairie de Neuillé-Pont-Pierre.
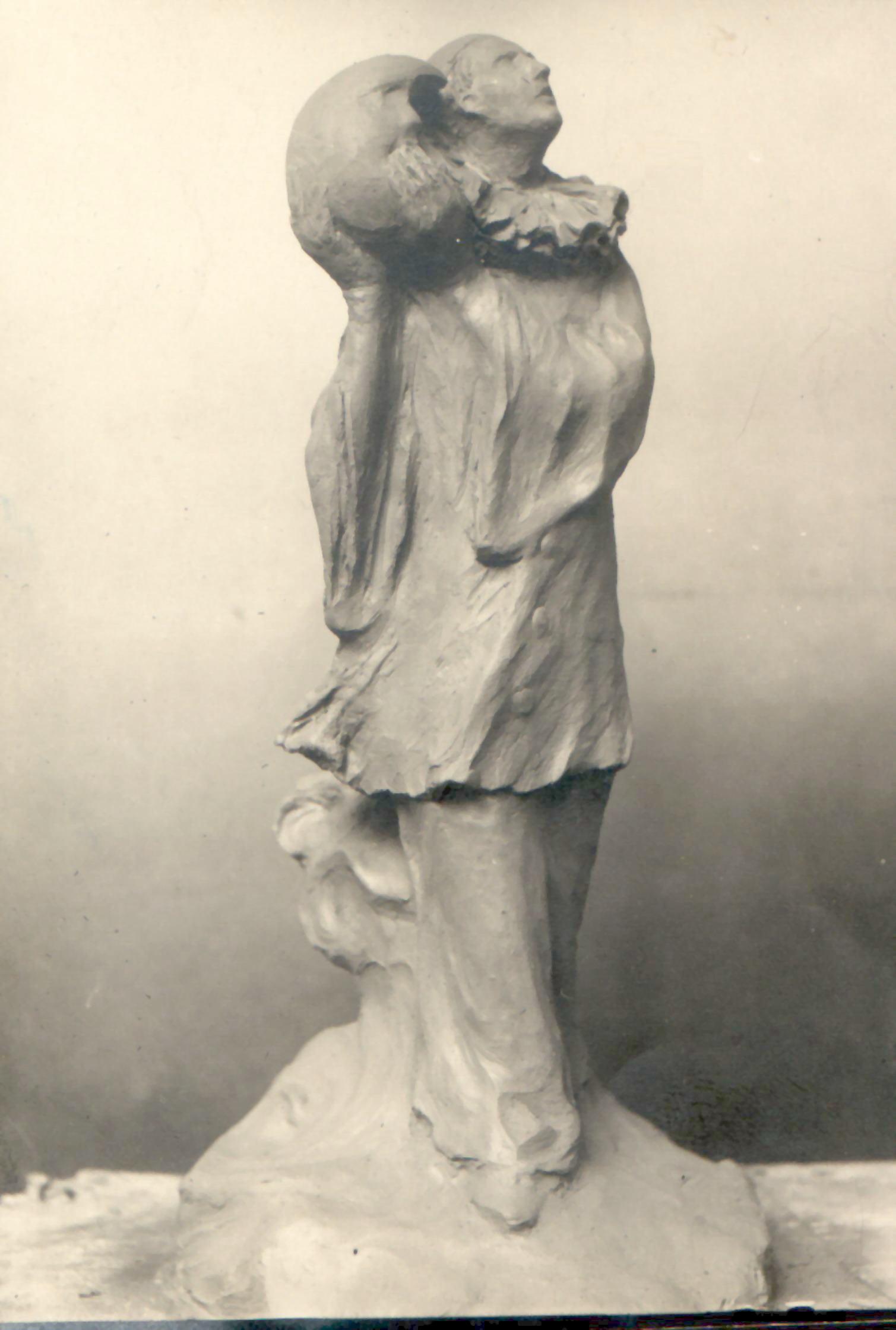
Pierrot avec croissant de lune, Col. Privée.
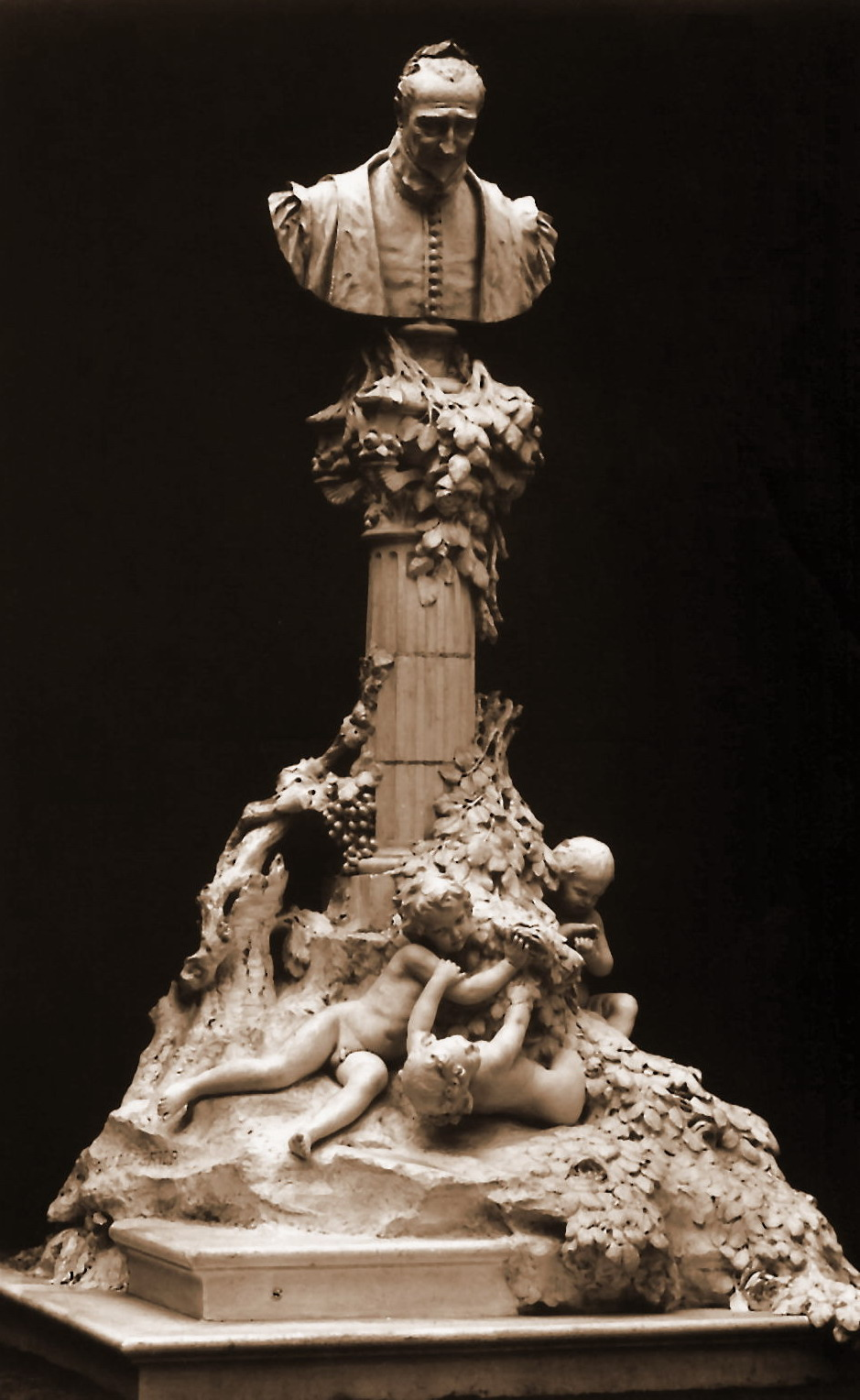
Monument à Pierre de Ronsard (1924), Tours
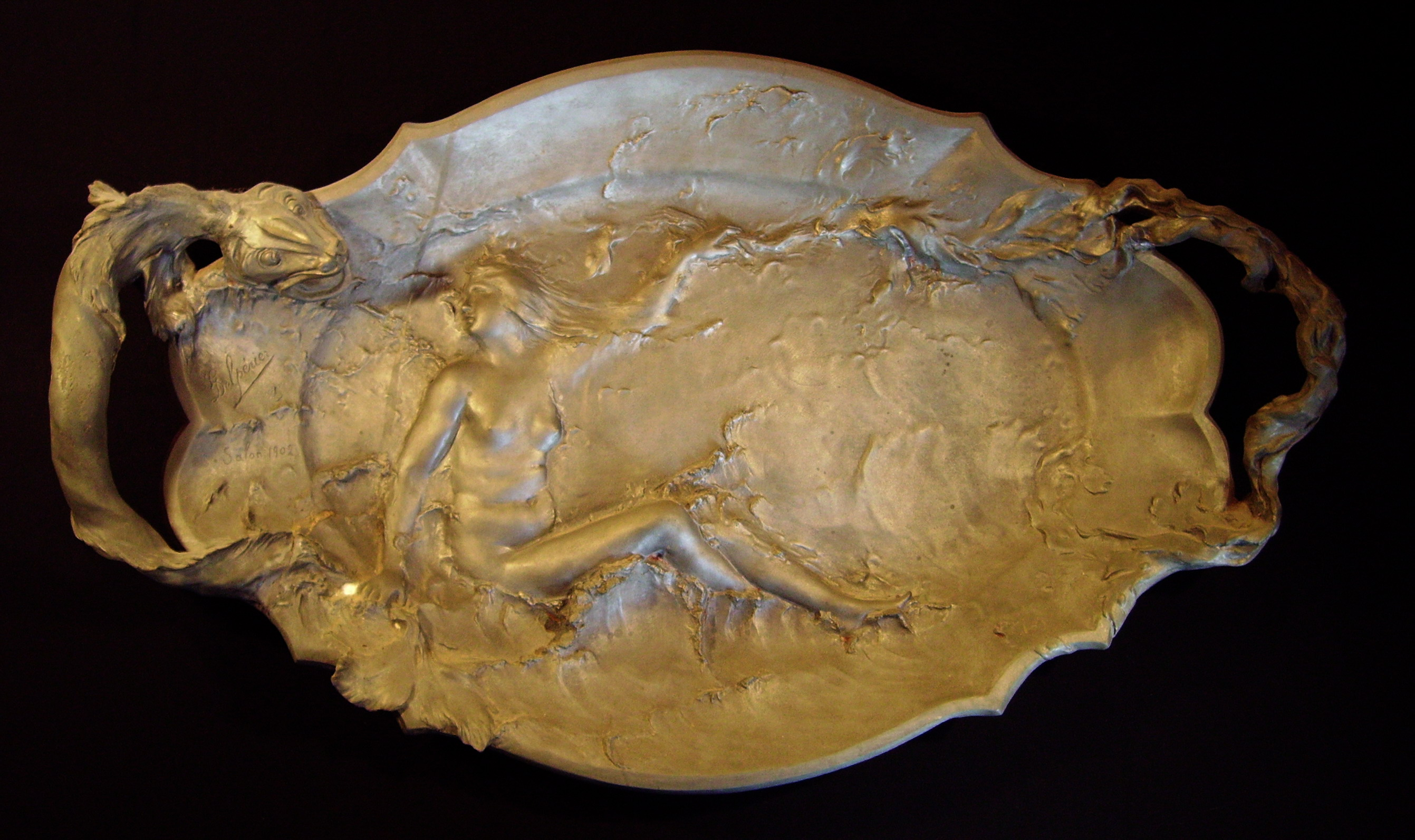
Surtout (Salon 1902), Col. Privée.
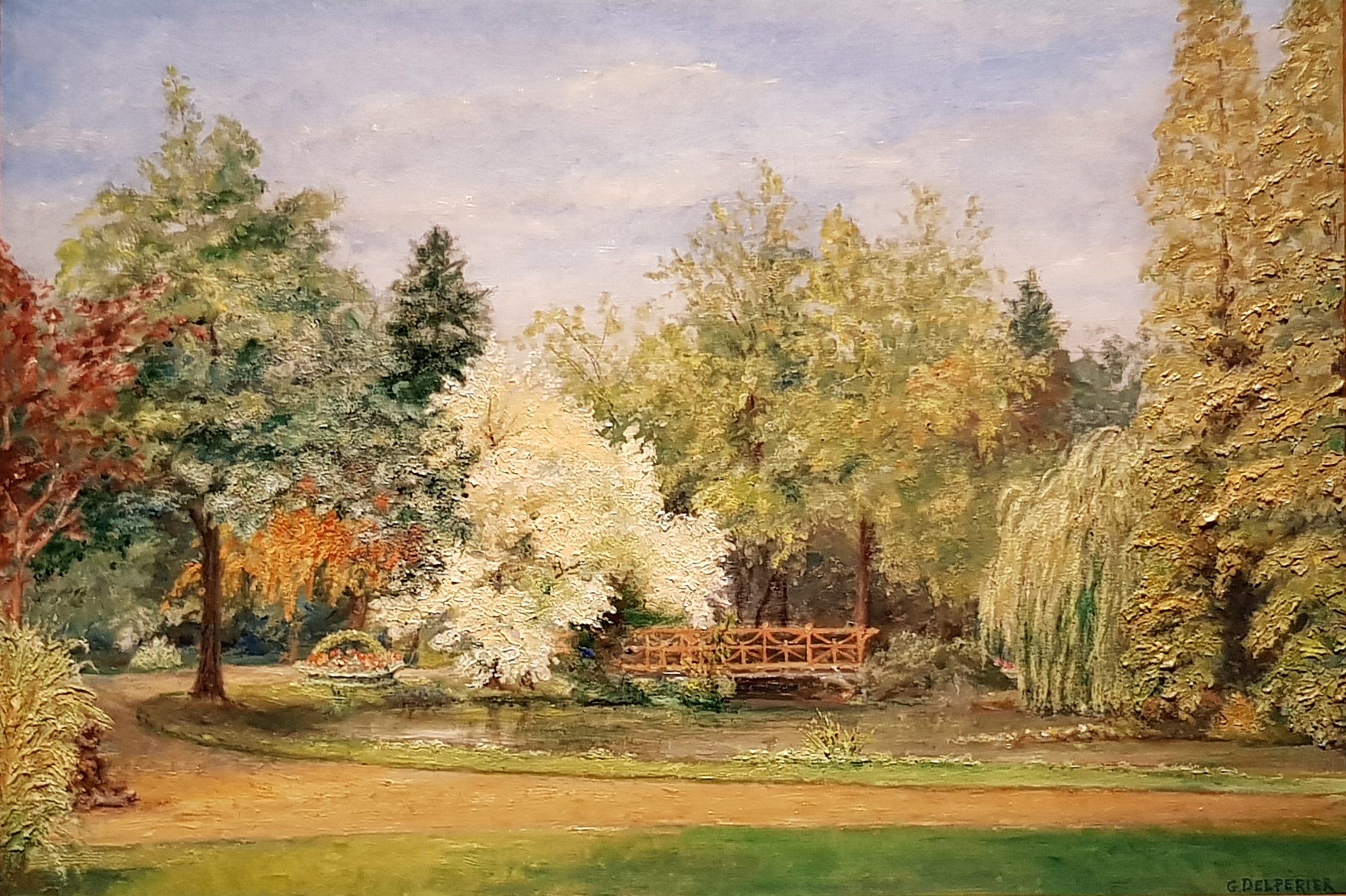
Un coin des prébendes, Musée Tours
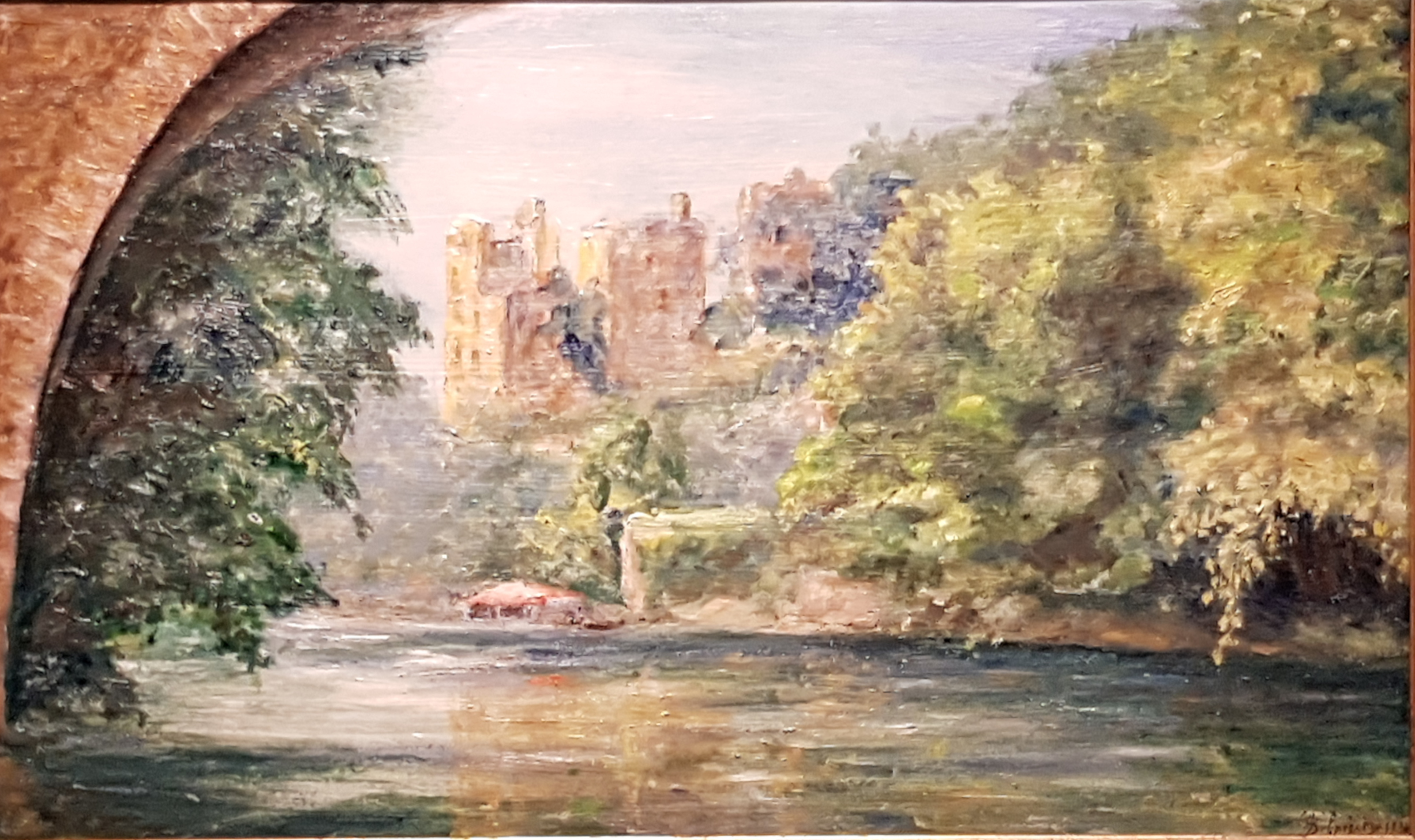
Le château de Clisson, Musée Tours
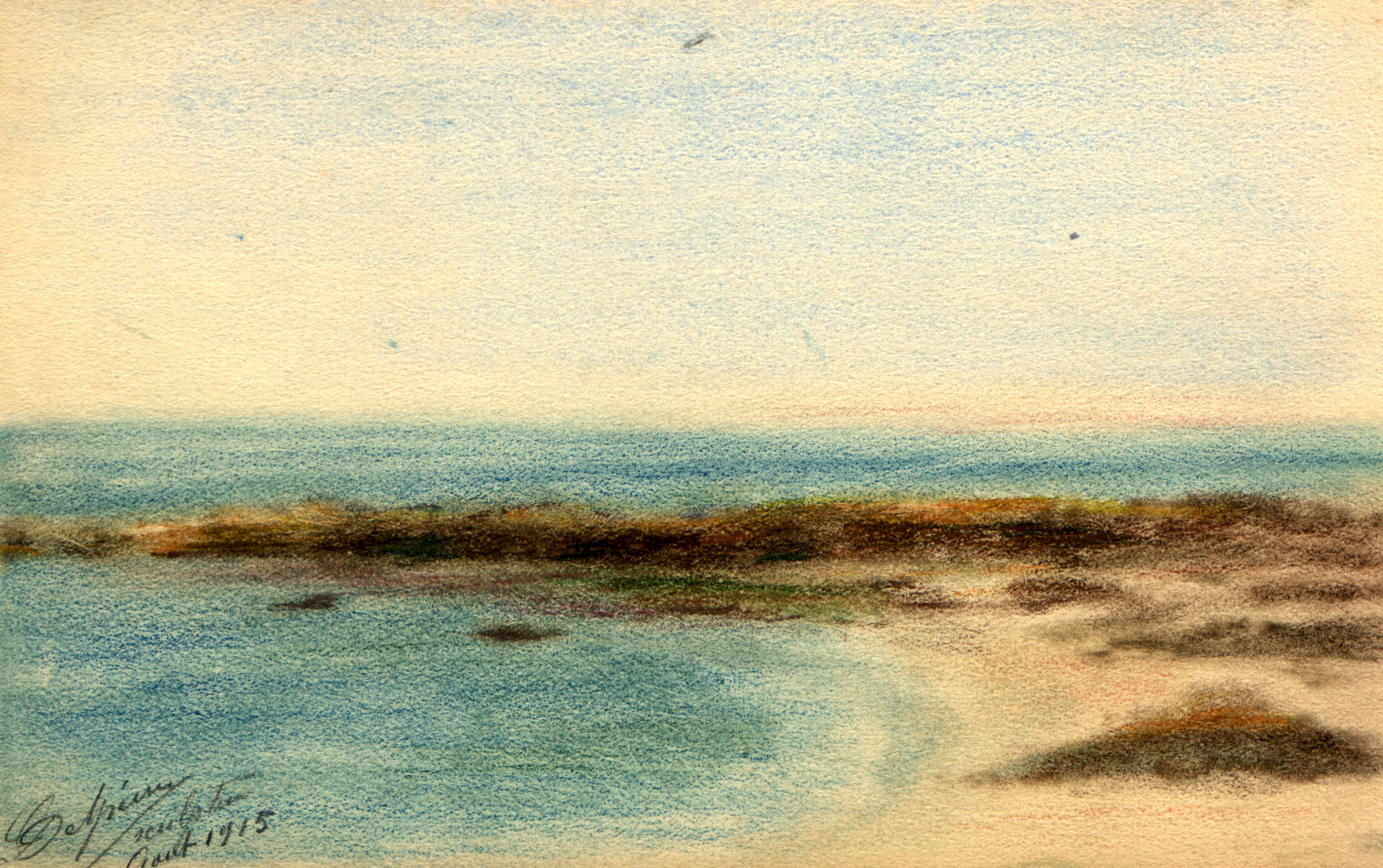
Marine (1915), pastel, Col. Privée.
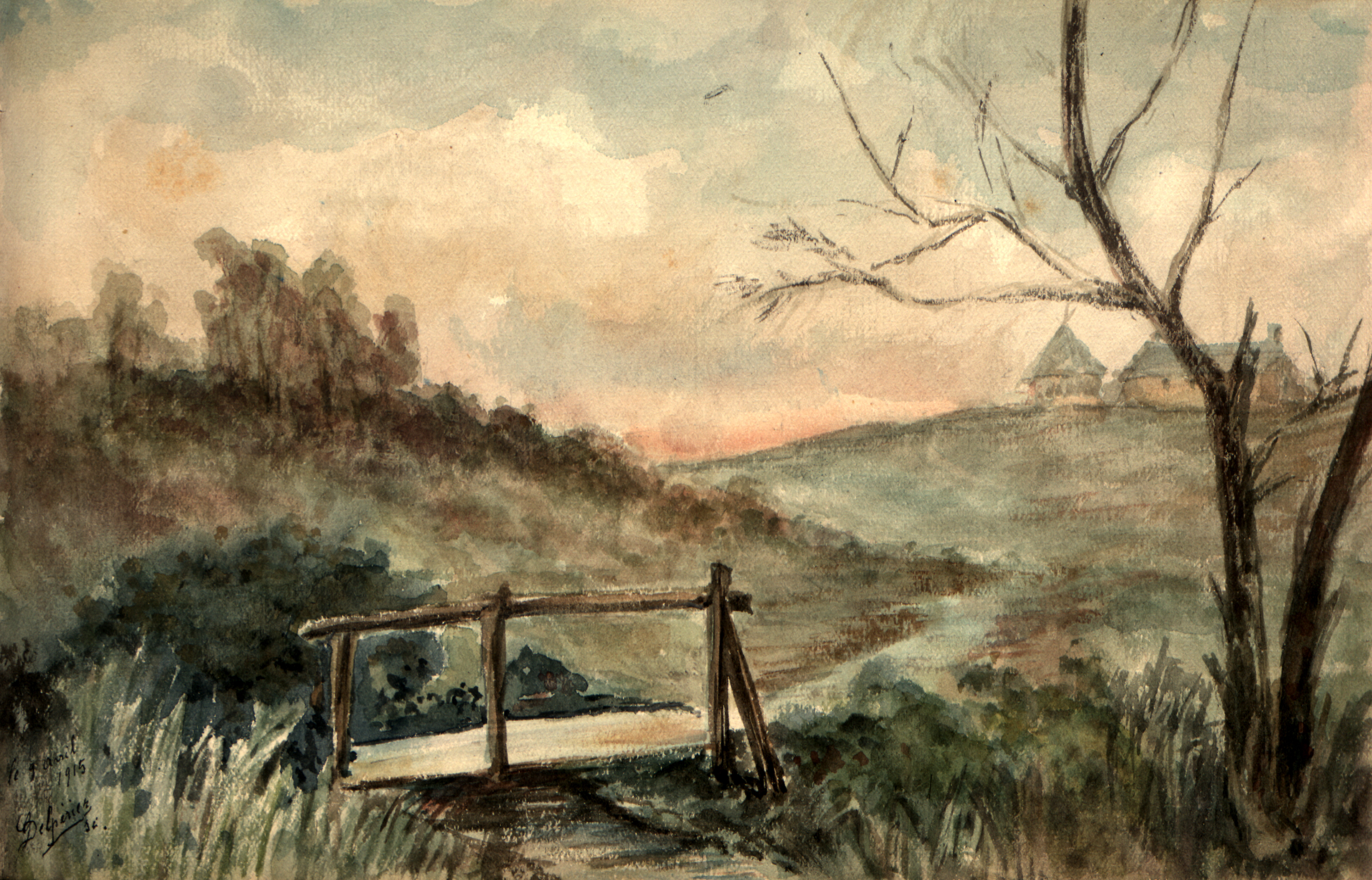
Paysage (1915), aquarelle, Col. Privée.
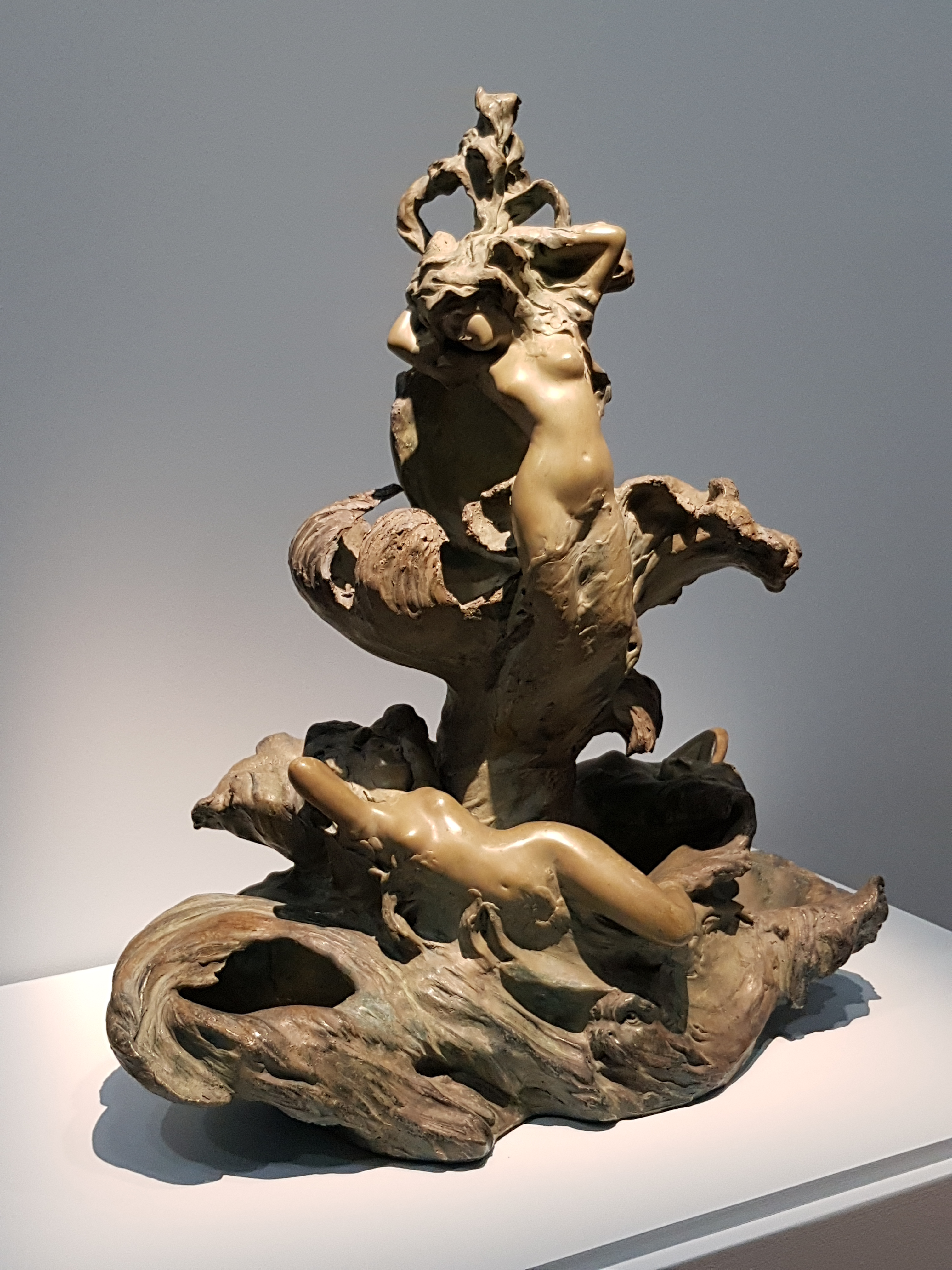
Vasque aux naïades, Musée Tours

### Monument

#### Monument commémoratif
Ses monuments commémoratifs ont été réalisés surtout en Indre-et-Loire. Ils sont situés dans le Jardin des Prébendes décoration du piédestal en calcaire en collaboration avec François Sicard, et son œuvre la plus connue A la gloire de Ronsard, acquise par l’Etat en 1924 et qui lui vaudra d'obtenir la légion d'honneur. Cette sculpture exposée plusieurs fois sous diverses formes, plâtre puis marbre, au Salon des artistes français sera inaugurée le 16 novembre 1924 à l’occasion du quatrième centenaire de Ronsard et lui permettra d'obtenir une troisième médaille au salon de 1913.
Le tableau suivant représente la liste des monuments commémoratifs, leur inscription dans la plateforme du patrimoine et leur localisation.
| Date | Monument                                                                                               | Département    | Lieu                                     | Propriété | Base pop.culture     | Coordonnées                      | Illustration |
| ---- | --- | -------------- | ---------------------------------------- | --------- | -------------------- | -------------------------------- | ------------ |
| 1907 | Décors du piédestal Honorat de Bueil de Racan (1589-1670),                                             | Indre-et-Loire | Jardin des Prébendes d'Oé à Tours        | Commune   | Notice no IM37002170 | 47° 23′ 08″ nord, 0° 41′ 01″ est |              |
| 1913 | Peintre Alexandre Ripault (1839-1911).                                                                 | Indre-et-Loire | Cimetière de La Salle                    |           |                      | 47° 24′ 38″ nord, 0° 41′ 59″ est |              |
| 1923 | Gisant de Mgr, René François Renou (1844-1920)                                                         | Indre-et-Loire | Cathédrale Saint-Gatien de Tours à Tours | Publique  | Notice no IM37000572 | 47° 23′ 44″ nord, 0° 41′ 38″ est |              |
| 1924 | Monument Pierre de Ronsard (1524-1585)                                                                 | Indre-et-Loire | Jardin des Prébendes d'Oé à Tours        | État      | Notice no IM37002172 | 47° 23′ 08″ nord, 0° 41′ 08″ est |              |
| 1925 | Monument à Eugène Hilarion (1841-1919), Socle du monument (buste 1942 : fondu sous le régime de Vichy) | Indre-et-Loire | Saint-Christophe-sur-le-Nais             | Détruit   | Notice no IA37000213 | 47° 37′ 01″ nord, 0° 28′ 38″ est |              |
| 1930 | Monument à Victor Lasalle (1893-1929) Officier au 31e régiment d’aviation de Tours                     | Indre-et-Loire | Cimetière de La Salle                    | ?         |                      | 47° 24′ 38″ nord, 0° 42′ 02″ est |              |
| 1931 | Monument à Stéphane Pitard (1908-1931), pierre de taille, "à Stéphane Pitard".                         | Indre-et-Loire | Château-Renault                          | Commune   |                      | 47° 35′ 55″ nord, 0° 54′ 38″ est |              |

#### Monument aux morts
Georges Delpérier a réalisé à partir de 1919 une vingtaine de monuments aux morts érigés en commémoration des victimes de la Première Guerre mondiale. Plus de la moitié sont localisés en Indre-et-Loire, les autres en Charente ,Haute-Vienne, dans le Cher, le Maine-et-Loire, la Saône-et-Loire, la Sarthe et le Val-de-Marne.
Ci-dessous, la localisation des monuments réalisés de 1919 à 1926 sur la carte de France.
Le tableau suivant représente la liste des monuments aux morts, leur inscription dans la plateforme du patrimoine et leur localisation.
| Date | Monument                                                                                         | Département    | Ville                        | Base pop.culture     | Coordonnées                      | Ancienne |
| ---- | ------------------------------------------------------------------------------------------------ | -------------- | ---------------------------- | -------------------- | -------------------------------- | -------- |
| 1919 | Aux Poilus de la Grande Guerre.                                                                  | Indre-et-Loire | Neuillé-Pont-Pierre          |                      | 47° 32′ 51″ nord, 0° 32′ 47″ est |          |
| 1920 | Enfant, souviens-toi! (École Primaire Supérieure de Tours).                                      | Indre-et-Loire | Tours                        |                      | 47° 23′ 45″ nord, 0° 41′ 41″ est |          |
| 1920 | La France glorifiant ses morts                                                                   | Indre-et-Loire | Loches                       |                      | 47° 07′ 51″ nord, 0° 59′ 38″ est |          |
| 1920 | Gloire Aux Morts pour la Patrie                                                                  | Indre-et-Loire | Perrusson                    |                      | 47° 05′ 54″ nord, 1° 00′ 36″ est |          |
| 1920 | Gloire à nos Héros                                                                               | Indre-et-Loire | Dolus-le-Sec                 |                      | 47° 09′ 54″ nord, 0° 53′ 38″ est |          |
| 1920 | Á la Mémoire des Enfants de Chambourg s/. Indre Tombés au Champ d'Honneur                        | Indre-et-Loire | Chambourg-sur-Indre          |                      | 47° 11′ 01″ nord, 0° 57′ 49″ est |          |
| 1921 | Aux Morts pour la Patrie                                                                         | Indre-et-Loire | Marray                       | Notice no IA37000071 | 47° 37′ 17″ nord, 0° 42′ 02″ est |          |
| 1921 | A nos Morts Glorieux                                                                             | Charente       | Chabanais                    |                      | 45° 52′ 38″ nord, 0° 43′ 18″ est |          |
| 1921 | A nos Morts Glorieux                                                                             | Cher           | Sancerre                     | Notice no IA18003408 | 47° 19′ 58″ nord, 2° 50′ 25″ est |          |
| 1921 | Gloire aux Héros                                                                                 | Indre-et-Loire | Verneuil-sur-Indre           |                      | 47° 03′ 21″ nord, 1° 02′ 31″ est |          |
| 1921 | A la Gloire des enfants de Dissay                                                                | Sarthe         | Dissay-sous-Courcillon       |                      | 47° 39′ 51″ nord, 0° 28′ 21″ est |          |
| 1921 | Au Héros de la Grande Guerre                                                                     | Indre-et-Loire | Orbigny (Indre-et-Loire)     |                      | 47° 12′ 36″ nord, 1° 14′ 07″ est |          |
| 1921 | Gloire Au Héros                                                                                  | Maine-et-Loire | Vernoil-le-Fourrier          |                      | 47° 23′ 14″ nord, 0° 04′ 43″ est |          |
| 1921 | Aux enfants de Villeloin-Coulangé Morts pour la France                                           | Indre-et-Loire | Villeloin-Coulangé           |                      | 47° 08′ 28″ nord, 1° 13′ 25″ est |          |
| 1921 | A nos Morts Glorieux                                                                             | Indre-et-Loire | Montbazon                    |                      | 47° 17′ 19″ nord, 0° 42′ 39″ est |          |
| 1921 | La ville de Ligueil a ses morts Glorieux                                                         | Indre-et-Loire | Ligueil                      |                      | 47° 02′ 53″ nord, 0° 50′ 01″ est |          |
| 1922 | A Nos Enfants                                                                                    | Sarthe         | Marçon                       |                      | 47° 42′ 37″ nord, 0° 30′ 36″ est |          |
| 1922 | A nos Morts Glorieux                                                                             | Indre-et-Loire | Manthelan                    |                      | 47° 08′ 15″ nord, 0° 47′ 36″ est |          |
| 1922 | Gloire à nos Morts                                                                               | Indre-et-Loire | Sainte-Catherine-de-Fierbois |                      | 47° 09′ 25″ nord, 0° 39′ 21″ est |          |
| 1922 | A ses Enfants Héroïques                                                                          | Saône-et-Loire | Saillenard                   |                      | 46° 41′ 29″ nord, 5° 22′ 16″ est |          |
| 1923 | Coq sur le monument, Chinon à ses soldats de la Grande guerre à ses enfants morts pour la France | Indre-et-Loire | Chinon                       |                      | 47° 09′ 54″ nord, 0° 14′ 43″ est |          |
| 1924 | A nos Héros de la Grande Guerre                                                                  | Haute-Vienne   | Rochechouart (Haute-Vienne)  |                      | 45° 49′ 19″ nord, 0° 49′ 10″ est |          |
| 1926 | Aux Morts pour la Patrie.                                                                        | Val-de-Marne   | Joinville-le-Pont            | Notice no IA00050829 | 48° 49′ 03″ nord, 2° 28′ 46″ est |          |